# I Live with Models
I Live with Models é uma sitcom britânica criada por Jon Foster e James Lamont, estreou originalmente no Comedy Central em 23 de fevereiro de 2015.

## Visão geral
Quando um cara normal, chamado Tommy é descoberto por um empresário que o leva como modelo de mão para  viver com três modelos em um apartamento de Miami.

## Elenco
- David Hoffman como Tommy Bishop
- Brianne Howey como Scarlet
- Rebecca Reid como Anna
- Eric Aragon como Enrique
- Joseph May como Luke